# Яцевський Іван Петрович
Іван Петрович Яцевський (1896, місто Тараща Київської губернії, тепер Київської області — 8 листопада 1937, в'язниця міста Проскурова, тепер місто Хмельницький) — український радянський діяч, голова Малинського, Черкаського, Уманського, Проскурівського окружних виконкомів, голова Полтавської міської ради. Член ВУЦВК.

## Біографія
Член РКП(б) з 1919 року.
Учасник громадянської війни в Росії. З січня 1920 року — член Таращанського повітового революційного комітету Київської губернії. 
У 1923—1924 роках — голова виконавчого комітету Малинської окружної ради.
У 1924—1925 роках — голова виконавчого комітету Черкаської окружної ради.
У 1925 році — голова виконавчого комітету Київської окружної ради.
У 1926—1929 роках — голова виконавчого комітету Уманської окружної ради.
У 1929 — 4 травня 1932 року — 2-й заступник народного комісара фінансів Української СРР.
З липня 1932 року — 1-й заступник голови виконавчого комітету Донецької обласної ради.
На 1934—1935 роки — голова Полтавської міської ради Харківської області.
У 1936 — липні 1937 року — голова виконавчого комітету Проскурівської окружної ради.
12 липня 1937 року заарештований органами НКВС. 8 листопада 1937 загинув у в'язниці НКВС міста Проскурова. 
Посмертно реабілітований.